# MRT (система метро, Бангкок)

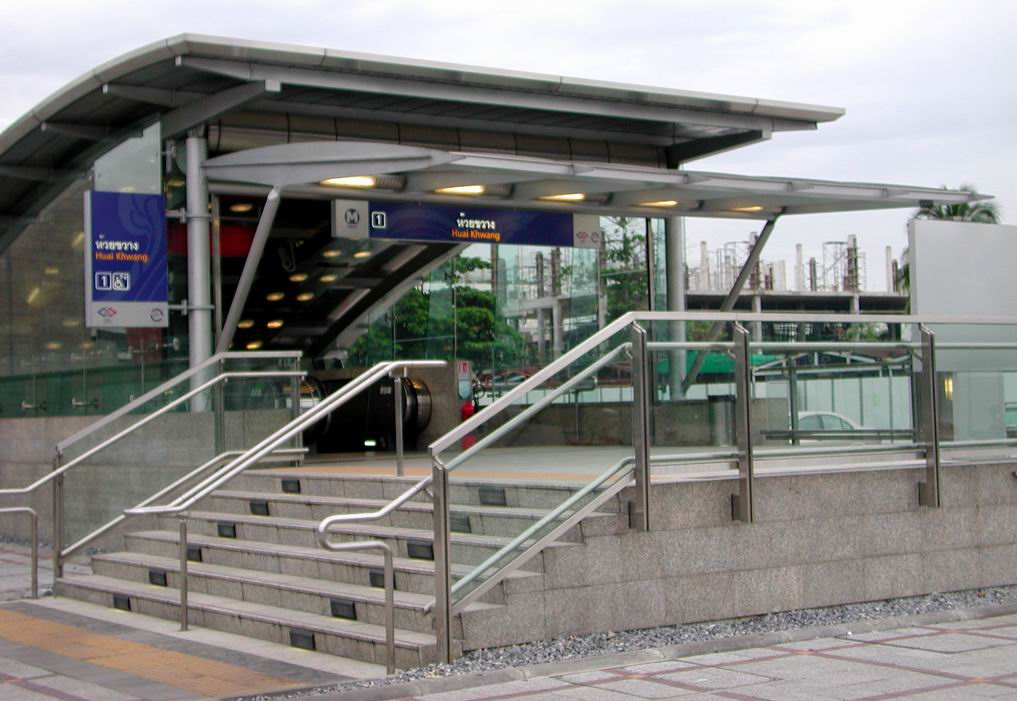
Станция Huai Khwang

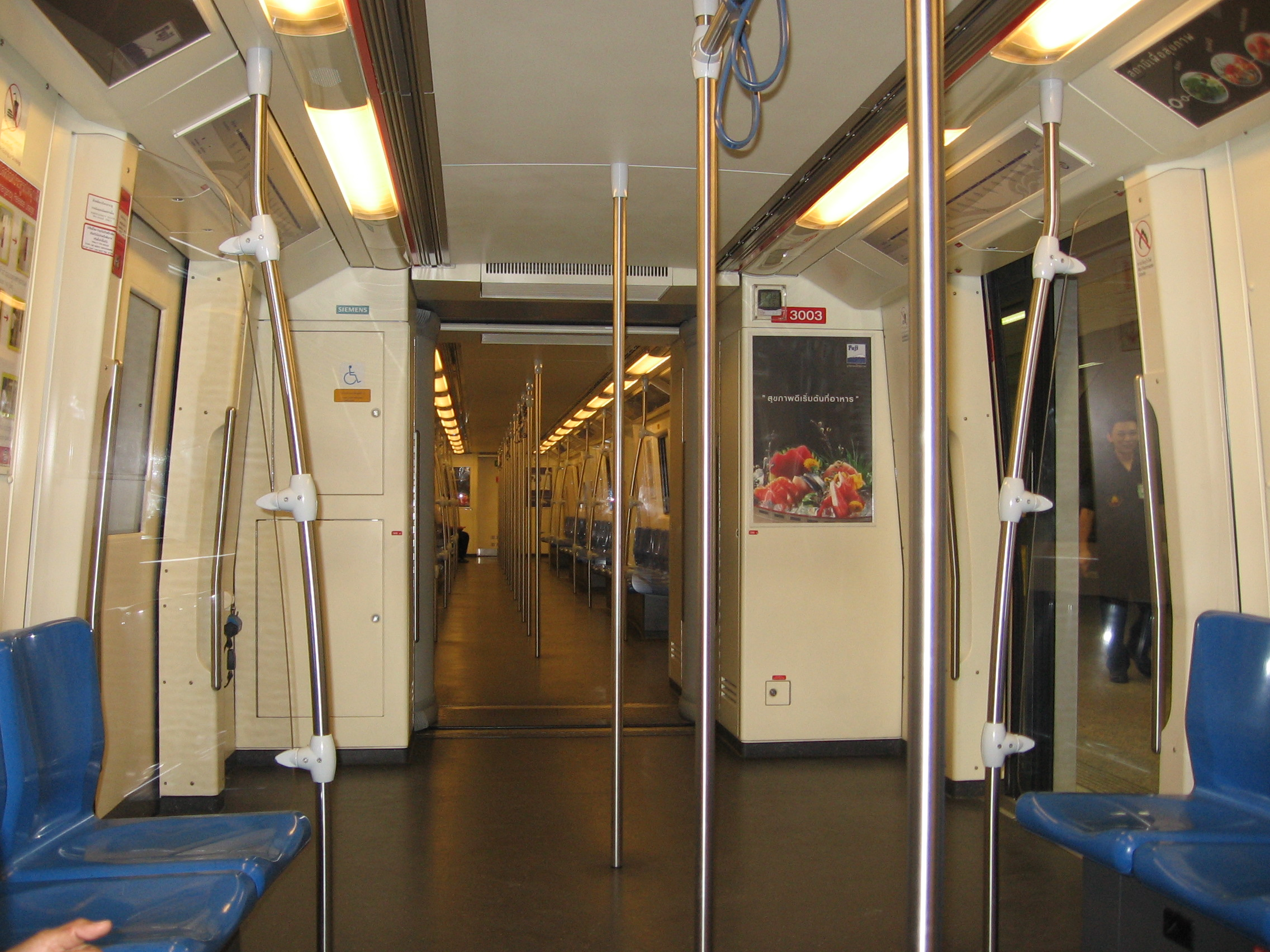
В вагоне поезда

Метро Бангкока MRT официально называется Столичный электрический поезд (тайск. รถไฟฟ้ามหานคร, «ротфайфа маханакхон»). В повседневной жизни чаще используется название «подземный (электрический) поезд» (тайск. รถไฟฟ้าใต้ดิน, «ротфайфа тайдин» или тайск. รถไฟใต้ดิน, «ротфай тайдин»). Используется также английская аббревиатура MRT (англ. Mass Rapid Transit — массовый скоростной транспорт).
Метрополитен построен и эксплуатируется на принципах концессии. Практически вся инфраструктура была предоставлена государственным сектором — компанией MRTA (англ. Mass Rapid Transit Authority of Thailand — Управление массового скоростного транспорта Таиланда) и передана концессионеру на основании 25-летнего концессионного соглашения. Концессионером стала победившая в конкурсе частная компания BMCL (англ. Bangkok Metro Company Limited — Компания Бангкокского метро), впоследствии вошедшая в BEM (Bangkok Expressway and Metro). В этом качестве она предоставляет машины и оборудование, включая электрический подвижной состав, системы сигнализации, системы диспетчерского управления и сбора данных, связи, электроснабжения и т. п., полностью управляет метрополитеном и содержит его.

## История
Сооружение первой линии Бангкокского метро, официально называемой «Прославление королевского заступничества» (тайск. สายเฉลิมรัชมงคล) или, неформально, «Синей линии», началось 19 ноября 1996 года. Исполнение проекта сильно затянулось не только из-за экономического кризиса 1997 года, но и из-за высокой сложности работ по сооружению крупных подземных сооружений глубоко в водонасыщенных грунтах, на которых стоит город.
Синяя линия была открыта для публики в ограниченном пробном режиме на протяжении нескольких недель начиная с 13 апреля 2004 года. 3 июля 2004 года в 19:19 линия была официально открыта королём Пумипоном Адульядетом и королевой Сирики в сопровождении других членов королевской семьи. На протяжении получаса после открытия линия была загружена любопытствующими до максимальной провозной способности, но после этого первоначального всплеска перевозки установились на уровне около 180 000 пассажиров в день. Это оказалось значительно ниже, чем предполагалось (400 000 пассажиров в день), даже несмотря на то, что проездной тариф был существенно снижен (с 12—38 до 10—15 батов).

## Описание системы
Метрополитен состоит из двух линий протяженностью 43 километра с 35 станциями. Вторая фиолетовая линия была открыта 6 августа 2016 года, а 11 августа 2017 года две линии были соединены с помощью пересадочной станции.
Максимальная скорость движения поездов 80 км/ч.
Большинство станций имеют одну островную платформу, над которой располагается подземный распределительный и кассовый зал, соединённый лестницами и эскалаторами, иногда лифтами как с платформой, так и с выходами на поверхность. Станция BAN «Банг Сы» имеет боковые платформы. Станции SAM «Сам Ян», SIL «Силом», LUM «Лумпхини» имеют две платформы разных направлений, расположенные одна над другой (и всего, таким образом, три подземных уровня). На путях к выходам размещены схематические планы местности с указанием расположения выходов.
Так как Бангкок имеет в основном плоский рельеф и расположен в зоне, где существует опасность наводнения, выходы из метро приподняты над уровнем улицы примерно на метр и снабжены герметическими затворами.
Все станции построены с расчётом на эксплуатацию 6-вагонных поездов (по состоянию на 2007 год эксплуатируются 3-вагонные). Станции и поезда кондиционируются. Многие станции доступны для инвалидов-колясочников.
Внешне все станции выглядят совершенно одинаковыми. Метро выполняет чисто утилитарную функцию и не имеет архитектурно-художественного оформления.
Для удобства иностранцев все указатели содержат надписи на английском языке.

Схема метро

## Линии

### Синяя линия
Эта линия имеет общеупотребительное название "Blue line" и официальное название "M.R.T. Chaloem Ratchamongkhon Line".
В 2017 году пассажирами данной линии были 200 - 250 тыс. человек в сутки, которые обслуживаются 19 составами метро. На всех станциях линии установлены платформенные раздвижные двери.

### Фиолетовая линия
Эта линия имеет общеупотребительное название "Purple line" и официальное название "M.R.T. Chalong Ratchadham Line"
Фиолетовая линия была открыта в августе 2016 года. Состоит из 16 станций и является продолжением синей линии на северо-запад. На всех станциях линии установлены автоматические платформенные ворота.
Эта линия делится на две части, Тао Пун - Клонг Банг Пхай, протяженностью 23 км, и строящийся участок от Тао Пун - Пхра-прадэнг, протяженностью 19.8 км. Открытие планируется в 2022 году. На этой линии отмечался стремительный рост количества пассажиров в день, с 25 тыс. человек в сутки в конце 2016 - начале 2017 года, до 50 тыс. человек в сутки в середине 2017 года. 21 состав метро курсирует по всей протяженности линии.

## Тарифы

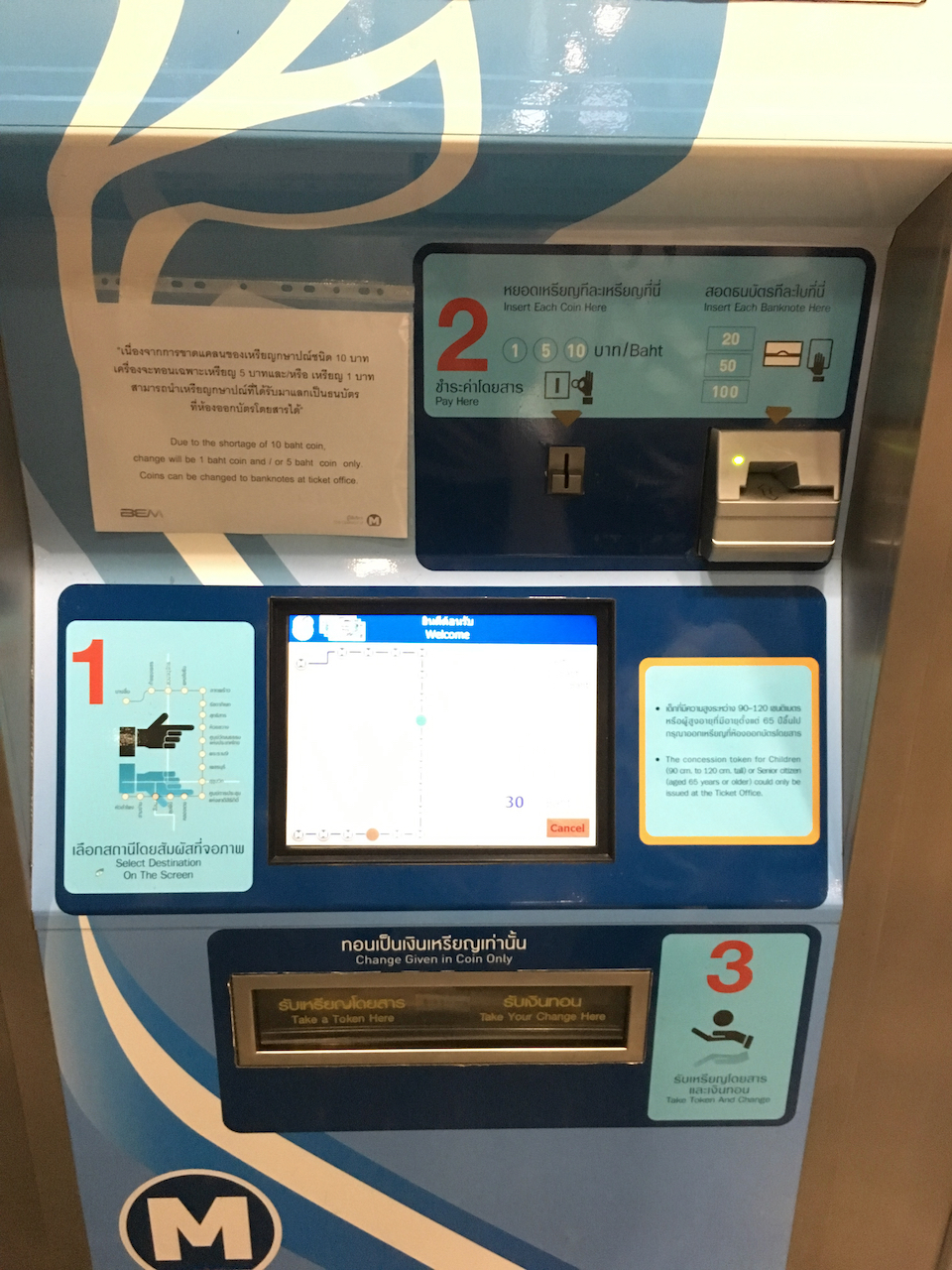
Аппарат по продаже жетонов на станции Бангкогского метрополитена

Тарифная система метрополитена MRT не увязана с тарифными системами остального транспорта города. Следует обратить внимание, что для многих категорий билетов пересадка между линиями Blue и Purple также не является бесплатной.
По состоянию на середину 2018 года:
- стоимость билета на одну поездку зависит от дальности и варьируется от 16 до 42 батов (постоянные пользователи могут пользоваться карточкой-электронным кошельком "Stored Value Card" и получать скидки на проезд и осуществлять бесплатную пересадку между линиями Blue и Purple в течение 60 минут);
  - для детей (до 14 лет, ростом от 91 до 120 см) и престарелых (60 лет и старше) — от 8 до 21 батов (постоянные пользователи могут пользоваться карточкой-электронным кошельком);
  - для студентов (до 23 лет) — от 14 до 38 батов (оплата только карточкой-электронным кошельком);
- стоимость билета на неограниченное число поездок в течение:
  - 1 дня — 120 батов;
  - 3 дней — 230 батов;
  - 30 дней — 1400 батов;
- по корпоративным билетам — согласно условиям договора.

Дети до 14 лет ростом до 90 см проезжают бесплатно.
После входа в платную зону покинуть её надо в течение 90 минут; в противном случае взимается штраф в размере 42 батов.
Планируется внедрение способов оплаты, унифицированных с надземным метрополитеном.